# Senatorowie rezydenci
Senatorowie rezydenci – w Rzeczypospolitej Obojga Narodów grupa senatorów świeckich i duchownych wyznaczonych przez senat podczas zebrań sejmowych i zobowiązanych do stałej obecności przy królu. Instytucję tę powołano w roku 1573 w celu kontrolowania poczynań niezorientowanego w praktyce polsko-litewskiego ustroju Henryka Walezego. Zasady ich funkcjonowania zostały włączone do artykułów henrykowskich (pkt 6), przez co instytucja senatorów rezydentów stała się częścią ustroju Rzeczypospolitej. Mieli oni służyć królowi radą w okresach między kolejnymi sejmami oraz odpowiadać za zgodność decyzji podejmowanych przez panującego z postanowieniami sejmów. Mieli także obowiązek przedstawiania izbie poselskiej sprawozdań ze swej działalności, co jednak rzadko było w pełni egzekwowane. Zadaniem rezydentów było też doradzanie królowi zwołania sejmu nadzwyczajnego (pkt 7 artykułów henrykowskich).
Według konstytucji sejmowej z 1576 roku liczbę senatorów rezydentów ustalono na szesnastu. Stale przy królu miało przebywać czterech z nich, zmieniając się co pół roku w okresie dwóch lat oddzielającym kolejne zjazdy sejmowe. Realnie instytucja senatorów rezydentów zaczęła funkcjonować dopiero od 1613 roku. Już wcześniej (w konstytucjach sejmowych z roku 1607 i 1609) za niewywiązywanie się senatorów rezydentów z obowiązków ustalono wysokie kary, do banicji włącznie. Nie zmieniło to jednak praktyki politycznej: wyznaczeni senatorowie nadal rzadko przebywali stale na dworze królewskim i unikali odpowiedzialności przed izbą poselską. Było to przyczyną wielu napięć między izbą a senatem począwszy od panowania Zygmunta III. W roku 1641 liczbę senatorów rezydentów podniesiono do 28. Ich rola kontrolna była wciąż niewielka. Z czasem jednak senatorowie ci weszli w skład tzw. rad senatu (łac. senatus consilia) – doraźnie zbieranego ciała, które pełniło przy królu rolę ośrodka decyzyjno-doradczego, z biegiem czasu coraz ważniejszego ze względu na rosnący paraliż sejmu walnego. Instytucję senatorów rezydentów zniesiono ostatecznie na sejmie rozbiorowym w roku 1775, gdy ich rolę zastąpił organ dużo bardziej rozbudowany – Rada Nieustająca.